# Falling Down (canção de Selena Gomez & the Scene)
"Falling Down" é uma canção da banda norte-americana Selena Gomez & the Scene, gravada para o álbum de estreia do grupo Kiss & Tell. Foi co-escrita e produzida por Ted Bruner e Trey Vittetoe. Gina Schock do The Go-Go's também recebe créditos de escrita. A obra foi lançada em 25 de agosto de 2009 como single de avanço do disco. A faixa dance-pop de andamento acelerado faz uso pesado de sintetizadores e possui características do pop rock. Liricamente, de acordo com Gomez, é uma mistura entre uma elaboração de um relacionamento ruim e uma ridicularização da fama. A faixa também está presente na coletânea For You (2014).
A crítica especializada apreciou "a entrega" da vocalista e a "letra cativante" da composição. "Falling Down" teve um desempenho comercial baixo, alcançando as posições 82 e 69 nas tabelas Billboard Hot 100 e Canadian Hot 100, respectivamente. O vídeo musical acompanhante apresenta a vocalista Selena em uma sessão de fotos e em uma apresentação com os integrantes da banda. A obra foi apresentada diversas vezes. Em atuações televisionadas, foi interpretada na nona temporada do Dancing with the Stars, onde os dançarinos Derek Hough e Karina Smirnoff desenvolveram uma coreografia para a obra. Também foi incluída em todas as turnês da banda até sua separação, em 2013.

## Antecedentes e divulgação

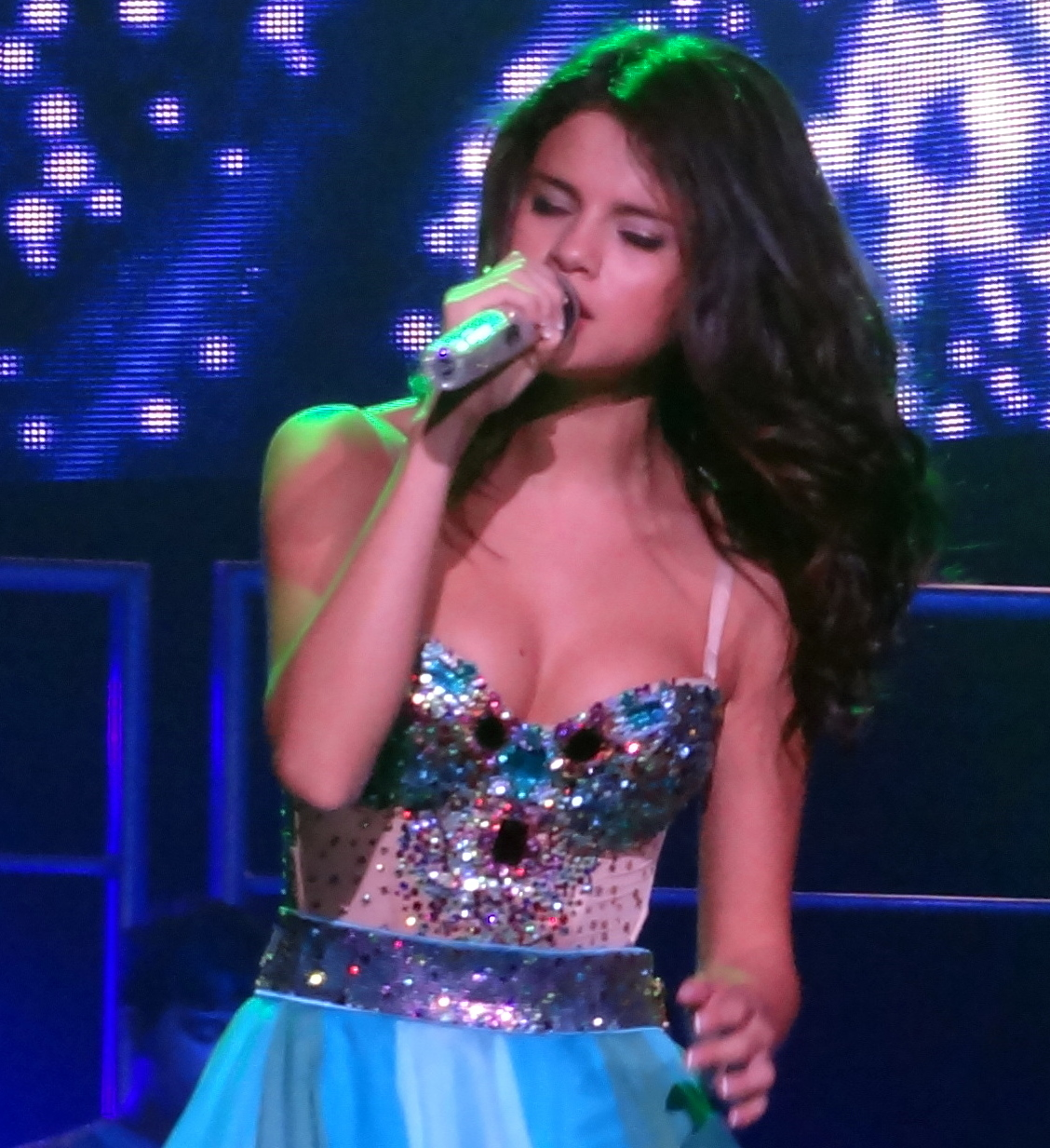
A vocalista Gomez durante a We Own the Night Tour, onde "Falling Down" foi interpretada diversas vezes.

"Falling Down" foi escrita por Ted Bruner, Trey Vittetoe e Gina Schock do The Go-Go's, cuja última também contribuiu com outras faixas do disco Kiss & Tell. Liricamente, é dito que a obra é sobre acusações de delitos e ter uma sensação de um relacionamento não benéfico. Porém, em uma entrevista, a vocalista Gomez disse que por fim é uma ridicularização da vida em Hollywood e da fama; este é o significado por trás da letra "Sorria para a câmera, pois eles estão prestes a acabar com você." Selena, mais tarde, em uma entrevista para o Just Jared, explicou o conceito da canção, afirmando o seguinte:
| “ | É basicamente sobre Hollywood e o que as pessoas pensam sobre isso, e como é falso às vezes. É divertido e eu acho que as garotas conseguem se relacionar com isso um pouco, para mim foi por causa de Hollywood, porém é fácil se relacionar com uma menina má, um ex-namorado, com qualquer coisa. | ” |

"Falling Down" foi distribuída como single de avanço para download digital nos Estados Unidos e no Canadá em 25 de agosto de 2009. Na região australiana e brasileira, foi lançada em 25 de setembro seguinte. A banda apresentou a composição ao vivo na nona temporada do Dancing with the Stars. Durante a performance, os profissionais Derek Hough e Karina Smirnoff realizaram uma dança para a obra. Tamara Brooks do Zap2it disse que "a música é cativante, porém Gomez não parecia confortável no palco. Contudo, a dança estava fabulosa". Adicionalmente, a canção foi incluída em vários concertos em 2009 e 2010, incluindo as turnês House of Blues, Kiss & Tell e Fairs & Festivals. Mais tarde, foi incluída nas excursões A Year Without Rain (2010) e We Own the Night (2011).

## Composição e crítica profissional
"Falling Down" é uma canção pop que carrega características de dance-pop e pop rock. Ela possui acordes de guitarra "agressivos" e som de bateria desenvolvidos pelos sintetizadores. Bill Lamb do About.com notou que a canção parece ser influenciada por Avril Lavigne. Já Robert Copsey do portal Digital Spy disse que a canção parece "suspeitosamente similar à 'U + Ur Hand' por Pink". De acordo com a partitura publicada pela Universal Music Publishing Group, a música é definida no tempo de assinatura moderadamente acelerado com um metrônomo de 140 batidas por minuto. Composta na chave de ré menor com um alcance vocal que vai desde a nota baixa de fá até a nota alta de ré. Liricamente, é uma mistura entre uma elaboração de um relacionamento ruim e uma ridicularização da fama. Bill Lamb do portal About.com deu ao single 4 de 5 estrelas, chamando a obra de "cativante" e elogiando os vocais "audaciosos" da vocalista e a letra. Lamb também notou que "a mistura deixa Gomez sem fôlego e isso só torna a música mais rápida". Um revisor para a CBBC apreciou a "letra cativante" da composição e disse que ela "ficará na sua cabeça por dias!" Rob Perez, escrevendo para o NocheLatina selecionou o número como um dos melhores do disco. Robert Copsey para o Digital Spy disse que a música e a sua letra parecem "sem inspiração".

## Vídeo musical

Cena do vídeo musical na qual Gomez está segurando rosas de plástico. Esta e a cena da vocalista com um espelho servem como metáforas à letra da canção

O vídeo musical para "Falling Down", dirigido por Chris Dooley, foi exibido primeiramente no Disney Channel, após a estreia de Wizards of Waverly Place: The Movie em 28 de agosto de 2009. Ficou disponível para compras da loja virtual iTunes no dia seguinte.
A produção se inicia com cenas de Gomez cantando a primeira linha, "woah, woah", enquanto luzes brilham sobre ela; está usando uma blusa cinza, botas e está com um cabelo longo e marrom. Então, o resto da banda, composta de homens, é visto enquanto a vocalista dança e balança a cabeça. O fundo no vídeo é uma grande projeção de várias figuras geométricas que mudam de cor. Selena então é vista em um set de uma "espécie" de sessão de fotos usando uma blusa branca e uma saia com estampa de zebra. Enquanto o vídeo progressa ela e o resto do grupo são vistos se apresentando e usando diversos acessórios. Gomez aparece nas cenas seguintes segurando um espelho e rosas de plástico, que ela joga ao chão, metaforizando a letra da música. O projeto termina com Selena fazendo uma rápida curva e cantando a última frase da canção com o microfone em suas mãos.

## Faixas e formatos
"Falling Down" foi lançada somente para download digital, contendo somente a faixa, com duração total de três minutos e cinco segundos.
| Download digital |                |         |  |
| N.º              | Título         | Duração |  |
| 1.               | "Falling Down" | 3:05    |  |

## Créditos
Lista-se abaixo os profissionais envolvidos na elaboração de "Falling Down", de acordo com o encarte do álbum Kiss & Tell:
| - Ted Bruner - composição e produção - Trey Vittetoe - composição e produção | - Gina Schock - composição - Clif Norrell - mixagem |

## Desempenho nas tabelas musicais
A música estreou na Billboard Hot 100 durante a semana de 12 de setembro de 2009, na posição 93. Mais tarde, subiu para o 82.º número. Tornou-se o primeiro single da banda a entrar em alguma tabela dos Estados Unidos e também o de posição mais baixa. Na mesma semana, "Falling Down" também apareceu na parada canadense Canadian Hot 100, debutando no número 69. Passou duas semanas na mesma, caindo para a octogésima segunda posição na última. A composição re-entrou na Hot 100 estadunidense na posição 92 na semana que terminou em 9 de janeiro de 2010. A obra teve um pico no número 11 da Australian Hitseekers Singles Chart. Na Japan Hot 100, a canção fez sua estreia na vigésima quarta posição na semana de 6 de março de 2010. Uma semana depois, conseguiu a de número 15.

### Posições
| Tabela musical (2009-10)           | Melhor posição |
| ---------------------------------- | -------------- |
| Canadá - Canadian Hot 100          | 69             |
| Estados Unidos - Billboard Hot 100 | 82             |

## Histórico de lançamento
"Falling Down" foi lançada no Canadá e nos Estados Unidos no dia 25 de agosto de 2009, e no território australiano e no brasileiro no mesmo dia do mês seguinte. Em todos os países, foi lançada digitalmente.
| País           | Data                   | Formato          | Gravadora         |
| -------------- | ---------------------- | ---------------- | ----------------- |
| Canadá         | 25 de agosto de 2009   | Download digital | Hollywood Records |
| Estados Unidos | 25 de agosto de 2009   | Download digital | Hollywood Records |
| Austrália      | 25 de setembro de 2009 | Download digital | Hollywood Records |
| Brasil         | 25 de setembro de 2009 | Download digital | Hollywood Records |